# ژیزی
ژیزی (انگلیسی: Djezzy) شرکت مخابرات  الجزایری است، که در سال ۲۰۰۱ تأسیس شد.